# زياد طارق
زياد طارق (مواليد 1 يناير 2000) هو لاعب كرة قدم مصري يلعب حالياً مع نادي الأهلي في مركز الوسط.

## مشواره
شارك زياد طارق مباراة الأولى مع النادي الأهلي أمام نادي المقاولين واستطاع في لقائه الأول صنع ثلاثة أهداف في المباراة. وتمت إعارته إلى نادي الإسماعيلي لنهاية موسم 2020.